# بخش کارسون، شهرستان کاتون‌وود، مینه سوتا
بخش کارسون (به انگلیسی: Carson Township) یک منطقهٔ مسکونی در ایالات متحده آمریکا است که در شهرستان کاتنوود، مینه‌سوتا واقع شده‌است.
 بخش کارسون ۹۲٫۹ کیلومتر مربع مساحت و ۲۸۰ نفر جمعیت دارد و ۴۲۵ متر بالاتر از سطح دریا واقع شده‌است.